# Espanha Franquista
```
   |-
       |
Erro:
:  
valor não especificado para "
nome_comum
"

   |-
       | 
Erro:
:  
valor não especificado para "
continente
"
```

A Espanha Franquista ou Ditadura Franquista foi o período da história espanhola entre 1939 e 1975, quando Francisco Franco governou a Espanha após a Guerra Civil Espanhola com o título de em castelhano: Caudillo. Após sua morte em 1975, a Espanha tornou-se uma democracia. Durante este período, a Espanha era oficialmente conhecida como Estado Espanhol.
A natureza do regime franquista evoluiu e mudou durante a sua existência. Meses após o início da Guerra Civil Espanhola, em Julho de 1936, Franco emergiu como o líder militar rebelde dominante e foi proclamado chefe de estado em 1 de outubro de 1936, governando uma ditadura sobre o território controlado pela Facção Nacionalista. O Decreto de Unificação de 1937, que fundiu todos os partidos que apoiavam o lado rebelde, levou a Espanha Nacionalista a tornar-se um regime de partido único sob a FET y de las JONS. O fim da guerra em 1939 trouxe a extensão do domínio franquista ao todo o país e o exílio das instituições republicanas. A ditadura franquista assumiu originalmente uma forma descrita como "ditadura fascistizada", ou "regime semifascista", mostrando clara influência do fascismo em campos como as relações de trabalho, a política econômica autárquica, a estética e o sistema unipartidário. Com o passar do tempo, o regime abriu-se e aproximou-se das ditaduras desenvolvimentistas, embora tenha sempre preservado elementos fascistas residuais.
Durante a Segunda Guerra Mundial, a Espanha devastada pela guerra e faminta não se juntou às potências do Eixo (seus apoiantes da guerra civil, Itália e Alemanha), mas apoiou-as de várias maneiras durante a maior parte da guerra, mantendo a sua neutralidade como política oficial de “não beligerância”. Por causa disso, a Espanha foi isolada por muitos outros países durante quase uma década após a Segunda Guerra Mundial, enquanto a sua economia autárquica, ainda tentando recuperar da guerra civil, sofria de depressão crônica. A Lei de Sucessões de 1947 tornou a Espanha novamente um reino de jure, mas definiu Franco como o chefe de estado vitalício com o poder de escolher a pessoa que se tornaria rei de Espanha e seu sucessor.
As reformas foram implementadas na década de 1950 e a Espanha abandonou a autarquia, transferindo a autoridade económica do movimento falangista, que tinha sido propenso ao isolacionismo, para uma nova geração de economistas, os tecnocratas do Opus Dei. Isto levou a um enorme crescimento econômico espanhol, atrás apenas do Japão, que durou até meados da década de 1970, conhecido como o "milagre espanhol". Durante a década de 1950, o regime também deixou de ser abertamente totalitário e recorreu a uma repressão severa para um sistema autoritário com pluralismo limitado. Como resultado destas reformas, a Espanha foi autorizada a aderir às Nações Unidas em 1955 e, durante a Guerra Fria, Franco foi uma das principais figuras anticomunistas da Europa: o seu regime foi assistido pelas potências ocidentais, particularmente pelos Estados Unidos. Franco morreu em 1975, aos 82 anos. Ele restaurou a monarquia espanhola antes de sua morte e fez como seu sucessor o rei Juan Carlos, que lideraria a transição espanhola para a democracia.

## Visão geral
Em 1 de outubro de 1936, Franco foi formalmente reconhecido como Caudillo da Espanha —o equivalente espanhol do Duce italiano e do Führer alemão — pela Junta de Defensa Nacional (Junta de Defesa Nacional), que governava os territórios ocupados pelos Nacionalistas. Em abril de 1937, Franco assumiu o controle da Falange Española de las JONS, então liderada por Manuel Hedilla, que havia sucedido José Antonio Primo de Rivera, executado em novembro de 1936 pelo governo republicano. Ele a fundiu com a Carlista Comunión Tradicionalista para formar a Falange Española Tradicionalista y de las JONS. Único partido legal da Espanha franquista, foi o principal componente do Movimiento Nacional (Movimento Nacional). Os falangistas concentraram-se no governo local e a nível popular, incumbidos de aproveitar o ímpeto de mobilização de massas da Guerra Civil através dos seus auxiliares e sindicatos, recolhendo denúncias de residentes inimigos e recrutando trabalhadores para os sindicatos. Embora houvesse falangistas proeminentes a nível governamental superior, especialmente antes do final da década de 1940, havia altas concentrações de monarquistas, oficiais militares e outras facções conservadoras tradicionais nesses níveis.
Os general franquistas assumiram o controle da Espanha através de uma guerra de desgaste abrangente e metódica ( guerra de desgaste ) que envolveu a prisão e execuções de espanhóis suspeitos de apoiar os valores promovidos pela República: autonomia regional, democracia liberal ou social, eleições livres, tendências socialistas, direitos das mulheres e direitos de voto. A direita considerou estes “elementos inimigos” como constituindo uma “anti-Espanha” que foi o produto dos bolcheviques e uma “conspiração judaico-maçônica". Esta última alegação é anterior ao Falangismo, tendo evoluído após a Reconquista da Península Ibérica aos Mouros Islâmicos. O fundador falangista, José Antonio Primo de Rivera, tinha uma posição mais tolerante que os nazistas na Alemanha, pois o pequeno tamanho da comunidade judaica na Espanha na época não favorecia o desenvolvimento de um forte antissemitismo. Primo de Rivera via a solução para o "problema judaico" na Espanha como simples: a conversão dos judeus ao catolicismo. No final da Guerra Civil Espanhola, de acordo com os números do próprio regime, havia mais de 270 000 homens e mulheres detidos nas prisões e cerca de 500 000 tinham fugido para o exílio. Um grande número dos capturados foi devolvido à Espanha ou internado em campos de concentração nazistas como inimigos apátridas. Entre seis e sete mil exilados da Espanha morreram em Mauthausen. Estima-se que mais de 200 000 espanhóis morreram nos primeiros anos da ditadura, de 1940 a 1942, em consequência de execuções ou de fome e doenças relacionadas com o conflito.
Os fortes laços da Espanha com o Eixo os resultaram no seu ostracismo internacional nos primeiros anos após a Segunda Guerra Mundial. A Espanha não foi membro fundador das Nações Unidas e só se tornou membro da ONU em 1955. Isto mudou à medida que a Guerra Fria avançava, e o forte anticomunismo de Franco naturalmente inclinou o seu regime para se aliar aos Estados Unidos. Os partidos políticos independentes e os sindicatos foram proibidos durante a ditadura. No entanto, assim que os decretos de estabilização económica foram apresentados no final da década de 1950, o caminho foi aberto para o investimento estrangeiro massivo - "um divisor de águas na normalização económica, social e ideológica do pós-guerra que conduziu a um crescimento económico extraordinariamente rápido" - que marcou a "participação de Espanha na normalidade econômica do pós-guerra em toda a Europa, centrada no consumo de massa e no consenso, em contraste com a realidade simultânea do bloco soviético".
Em 26 de julho de 1947, o Estado Espanhol foi declarada reino, mas nenhum monarca foi designado até que, em 1969, Franco estabeleceu Juan Carlos de Bourbon como seu herdeiro oficial. Franco seria sucedido por Luis Carrero Blanco como primeiro-ministro com a intenção de dar continuidade ao regime franquista, mas essas esperanças terminaram com o seu assassinato em 1973 pelo grupo separatista basco Euskadi Ta Askatasuna. Com a morte de Franco em 20 de novembro de 1975, Juan Carlos tornou-se Rei de Espanha. Ele iniciou a subsequente transição do país para a democracia, terminando com a Espanha se tornando uma monarquia constitucional com um parlamento eleito e todos governos descentralizados autônomos.

## Governo

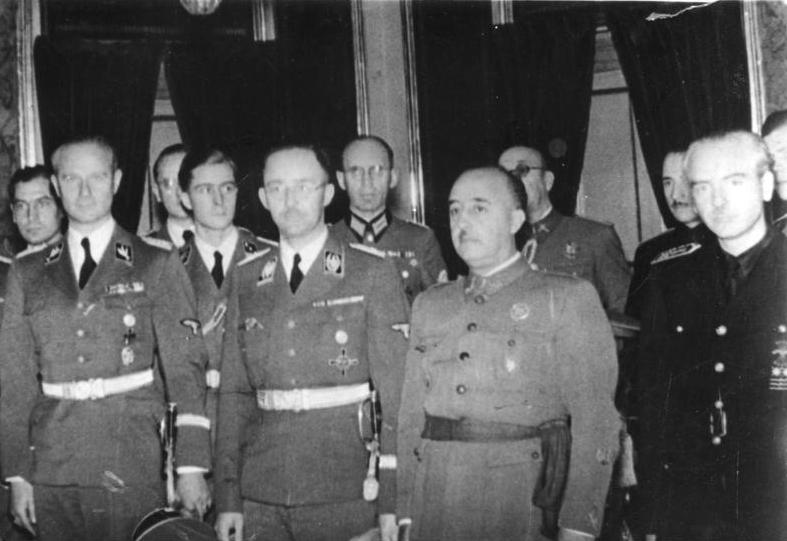
Franco e Himmler em 1940

Após a vitória de Franco em 1939, a Falange foi declarada o único partido político legalmente sancionado em Espanha e afirmou-se como a principal componente do Movimento Nacional. Num estado de emergência, Franco governou no papel com mais poder do que qualquer líder espanhol antes ou depois. Ele nem sequer foi obrigado a consultar o seu gabinete para a maior parte da legislação. Segundo o historiador Stanley G. Payne, Franco tinha mais poder no dia a dia do que Adolf Hitler ou Josef Stalin possuíam nos respectivos auges de seu poder. Payne observou que Hitler e Estaline pelo menos mantiveram parlamentos carimbados, enquanto Franco dispensou até mesmo essa formalidade nos primeiros anos do seu governo. De acordo com Payne, a falta de um parlamento oficial tornou o governo de Franco "o mais puramente arbitrário do mundo". O Conselho Nacional do Movimento, limitado a 50 membros, serviu como uma legislatura improvisada até a aprovação da lei orgânica de 1942 e da Ley Constitutiva de las Cortes (Lei Constitucional das Cortes) no mesmo ano, que viu a criação das Cortes Espanholas em 17 de julho de 1942, que abriu sua primeira sessão em 17 de março de 1943.
A Lei Orgânica tornou o governo executivo o responsável final pela aprovação de todas as leis, ao mesmo tempo que definiu as Cortes como um órgão puramente consultivo, eleito não por sufrágio direto nem universal. As Cortes não tinham poder sobre os gastos do governo e o governo não era responsável por eles; os ministros foram nomeados e demitidos apenas por Franco como o "Chefe" de estado e governo. A Ley del Referendum Nacional (Lei do Referendo Nacional), aprovada em 1945, aprovou que todas as "leis fundamentais" fossem aprovadas por referendo popular, no qual apenas os chefes de família poderiam votar. Os conselhos municipais locais foram nomeados de forma semelhante por chefes de família e empresas locais através de eleições municipais locais, enquanto os prefeitos foram nomeados pelo governo. Foi assim um dos países mais centralizados da Europa e certamente o mais centralizado da Europa Ocidental após a queda do Estado Novo português na Revolução de 25 de Abril de 1974.

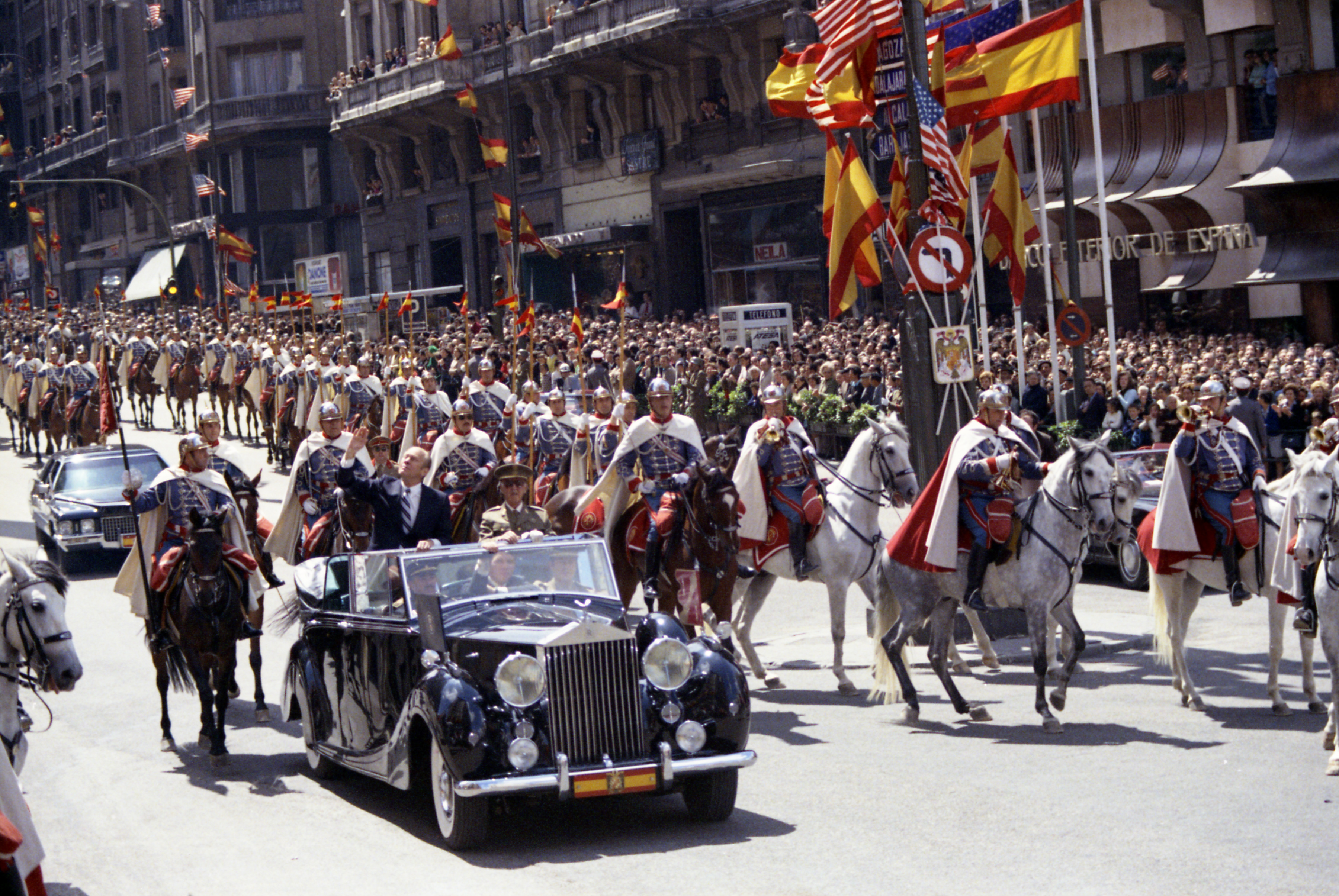
Franco e o presidente dos EUA, Gerald Ford, participando de um desfile cerimonial em Madri, 1975

A lei do referendo foi usada duas vezes durante o governo de Franco - em 1947, quando um referendo reviveu a monarquia espanhola com Franco como regente vitalício de facto, com direito exclusivo de nomear seu sucessor; e em 1966, foi realizado outro referendo para aprovar uma nova "lei orgânica", ou constituição, supostamente limitando e definindo claramente os poderes de Franco, bem como criando formalmente o moderno cargo de Primeiro-ministro de Espanha. Ao adiar a questão da república versus monarquia durante a sua ditadura de 36 anos e ao recusar-se a assumir ele próprio o trono em 1947, Franco procurou antagonizar nem os carlistas monárquicos (que preferiam a restauração de um Bourbon) nem os "camisas velhas" republicanos. (falangistas originais). Franco ignorou a reivindicação ao trono do infante Juan, conde de Barcelona, filho do último rei, Afonso XIII, que se designou como seu herdeiro; Franco o achou muito liberal. Em 1961, Franco ofereceu o trono a Otto von Habsburg, mas foi recusado e finalmente seguiu a recomendação de Otto ao selecionar em 1969 o jovem Juan Carlos de Bourbon, filho do Infante Juan, como seu herdeiro oficialmente designado ao trono espanhol, logo após seu 30.º aniversário (a idade mínima exigida pelo Direito das Sucessões).
Em 1973, devido à idade avançada e para diminuir o fardo de governar a Espanha, Franco renunciou ao cargo de primeiro-ministro e nomeou o almirante da Marinha Luis Carrero Blanco para o referido cargo, mas permaneceu como Chefe de Estado, Comandante-em-Chefe das Armadas. Forças Armadas e Jefe del Movimiento (Chefe do Movimento). Carrero Blanco foi assassinado no mesmo ano e Carlos Arias Navarro tornou-se o novo primeiro-ministro do país.

## Forças Armadas

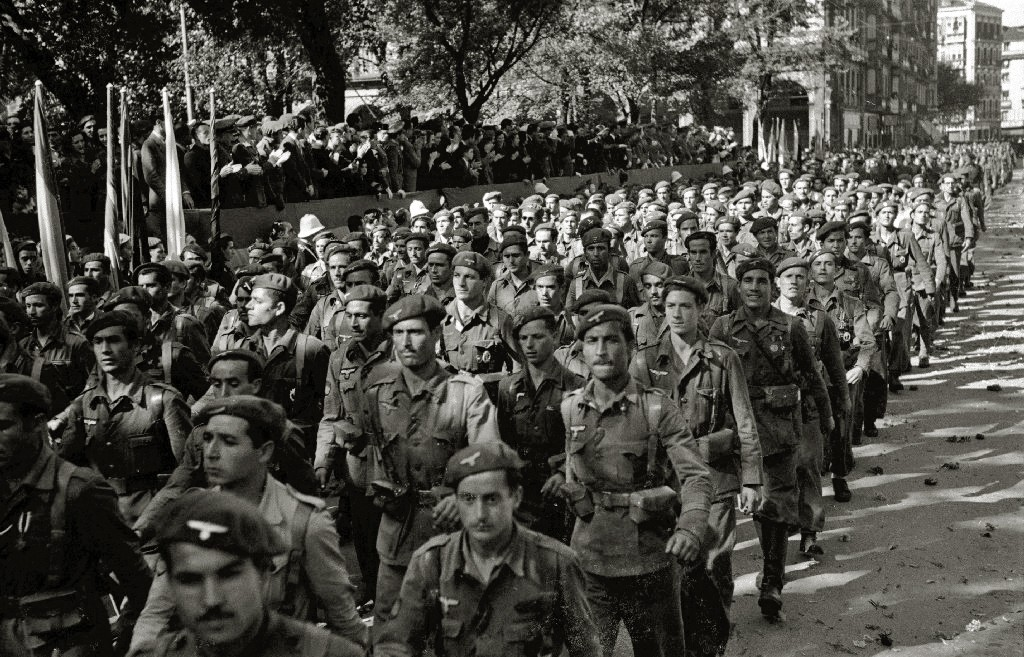
Forças Armadas Franquistas em San Sebastián, 1942

Durante o primeiro ano de paz, Franscisco Franco reduziu drasticamente o tamanho do exército franquista espanhol — de quase um milhão no final da Guerra Civil para 250 000 no início de 1940, com a maioria dos soldados recrutados por dois anos. As preocupações com a situação internacional, a possível entrada da Espanha na Segunda Guerra Mundial e as ameaças de invasão levaram-no a desfazer algumas destas reduções. Em Novembro de 1942, com os desembarques aliados no Norte de África e a ocupação total alemã da França trazendo as hostilidades para mais perto do que nunca da fronteira espanhola, Franco ordenou uma mobilização parcial, elevando o exército para mais de 750 000 homens. A Força Aérea e a Marinha também cresceram em número e em orçamentos para 35 000 aviadores e 25 000 marinheiros em 1945, embora por razões fiscais Franco tenha tido de restringir as tentativas de ambas as forças de empreender expansões dramáticas. O exército manteve uma força de cerca de 400 000 homens até o final da Segunda Guerra Mundial.

## Império colonial e descolonização
A Espanha tentou manter o controle dos últimos remanescentes do seu império colonial durante o governo de Franco. Durante a Guerra da Argélia (1954-1962), Madrid tornou-se a base do grupo de direita do Exército Francês da Organisation Armée Secrète que procurava preservar a Argélia Francesa. Apesar disso, Franco foi forçado a fazer algumas concessões. Quando o protetorado francês em Marrocos tornou-se independente em 1956, a Espanha entregou o seu protetorado em Marrocos a Maomé V, mantendo apenas alguns enclaves, as plazas de soberanía. No ano seguinte, Maomé V invadiu o Saara Espanhol durante a Guerra de Ifni (conhecida como a "Guerra Esquecida" na Espanha). Só em 1975, com a Marcha Verde e a ocupação militar, Marrocos assumiu o controlo de todos os antigos territórios espanhóis no Saara.
Em 1968, sob pressão das Nações Unidas, Franco concedeu à colônia espanhola da Guiné Equatorial a sua independência e no ano seguinte cedeu o enclave de Ifni a Marrocos. Sob Franco, a Espanha também realizou uma campanha para ganhar a soberania do território ultramarino britânico de Gibraltar e fechou a sua fronteira em 1969. A fronteira não seria totalmente reaberta até 1985.

## Franquismo
Inicialmente, o regime abraçou ou o rótulo de “Estado totalitário” ou nacional-sindicalista}}. Após a derrota do fascismo na Segunda Guerra Mundial, o regime adotou para si mesmo o nome Democracia orgânica [es], que só era  credível para os apoiantes mais convictos. Outras definições suaves posteriores incluem “regime autoritário” ou “ditadura constituinte ou desenvolvimentista”, esta última com apoio interno de dentro do regime. Durante a Guerra Fria, Juan José Linz, acusado de encobrir o regime ou de ser elogiado como o elaborador da "primeira conceptualização científica" do regime, caracterizou-o desde cedo como um "regime autoritário com pluralismo limitado". O regime franquista foi descrito por outros estudiosos como um "Fascismo a la española" ("Fascismo de estilo espanhol") ou como uma variante específica do fascismo marcada pela preponderância da Igreja Católica Romana, das Forças Armadas e do Tradicionalismo.
Embora o regime tenha evoluído juntamente com a sua prolongada história, a sua essência primitiva permaneceu, sustentada pela concentração legal de todos os poderes numa única pessoa, Francisco Franco, "Caudilho de Espanha pela Graça de Deus", encarnando a soberania nacional e "apenas responsável diante de Deus e da História.
Os pontos consistentes no franquismo incluíam sobretudo o autoritarismo, o anticomunismo, o nacionalismo espanhol, o nacional-catolicismo, o monarquismo, o fascismo, o militarismo, o conservadorismo nacional, a antimaçonaria, o anticatalanismo, e o pan-hispanismo — alguns autores também incluem o integralismo. Stanley Payne, um estudioso da Espanha, observa que "quase nenhum dos historiadores e analistas sérios de Franco considera o generalíssimo um fascista central". Segundo o historiador Walter Laqueur "durante a Guerra Civil, os fascistas espanhóis foram forçados a subordinar as suas atividades à causa nacionalista. No comando estavam líderes militares como o general Francisco Franco, que eram conservadores em todos os aspectos essenciais. Quando a guerra civil terminou, Franco estava tão profundamente enraizado que a Falange não tinha qualquer hipótese; neste regime fortemente autoritário, não havia espaço para oposição política. A Falange tornou-se parceira júnior no governo e, como tal, teve de aceitar a responsabilidade pela política do regime sem ser capaz de moldá-lo substancialmente". O Conselho de Segurança das Nações Unidas votou em 1946 para negar o reconhecimento do regime de Franco até que este desenvolvesse um governo mais representativo.

### Desenvolvimento
A Falange Española de las JONS, partido fascista formado durante a República, logo se transformou no quadro de referência do Movimento Nacional. Em abril de 1937, a Falange Española Tradicionalista y de las Juntas de Ofensiva Nacional Sindicalista (Falange Tradicionalista Espanhola e dos Conselhos de Ofensiva Nacional Sindicalista, FET y de la JONS) foi criada a partir da absorção da Comunión Tradicionalista (Comunhão Tradicionalista) pelo Falange Española de las Juntas de Ofensiva Nacional Sindicalista (FE de la JONS), que por sua vez foi o resultado de uma absorção anterior das Juntas de Ofensiva Nacional-Sindicalista (JONS) pela Falange Española (FE) de José Antonio Primo de Rivera. Este partido, muitas vezes referido como Falange, tornou-se o único partido legal durante o regime de Franco, mas o termo "partido" foi geralmente evitado, especialmente após a Segunda Guerra Mundial, quando era comumente referido como "Movimento Nacional" ou apenas como " o movimento".

### Fascismo e autoritarismo
O ponto principal dos estudiosos que tendem a considerar o Estado espanhol mais autoritário do que fascista é que os FET-JONS eram relativamente heterogêneos mesmo, em vez de serem um monólito ideológico. Após a Segunda Guerra Mundial, a Falange opôs-se aos mercados de capitais livres, mas os tecnocratas predominantes, alguns deles ligados ao Opus Dei, evitaram a economia sindicalista e favoreceram o aumento da concorrência como meio de alcançar um rápido crescimento económico e integração com a Europa mais ampla.
A maioria das cidades do interior e áreas rurais eram patrulhadas por duplas da Guardia Civil, uma polícia militar para civis, que funcionava como principal meio de controle social. As grandes cidades, e capitais, estavam em sua maioria sob o comando da fortemente armada Policía Armada, comumente chamada de grises devido aos seus uniformes cinza.
Os membros dos oprimidos iam desde sindicatos católicos a organizações comunistas e anarquistas, a democratas liberais e separatistas catalães ou bascos. Os sindicatos Confederación Nacional del Trabajo (CNT) e Unión General de Trabajadores (UGT) foram proibidos e substituídos em 1940 pelo corporativista Sindicato Vertical. O Partido Socialista Operário Espanhol (PSOE) e o partido Esquerda Republicana da Catalunha (ERC) foram banidos em 1939, enquanto o Partido Comunista de Espanha (PCE) passou à clandestinidade. Os estudantes universitários que buscavam a democracia revoltaram-se no final da década de 1960 e início da década de 1970, o que foi reprimido pelos grises. O Partido Nacionalista Basco (PNV) exilou-se e em 1959 foi criado o grupo separatista armado Euskadi Ta Askatasuna para travar uma guerra de baixa intensidade contra Franco. Tal como outros na altura, Franco demonstrou preocupação com uma possível conspiração judaico-maçônica contra o seu regime franquista.

### Nacionalismo espanhol

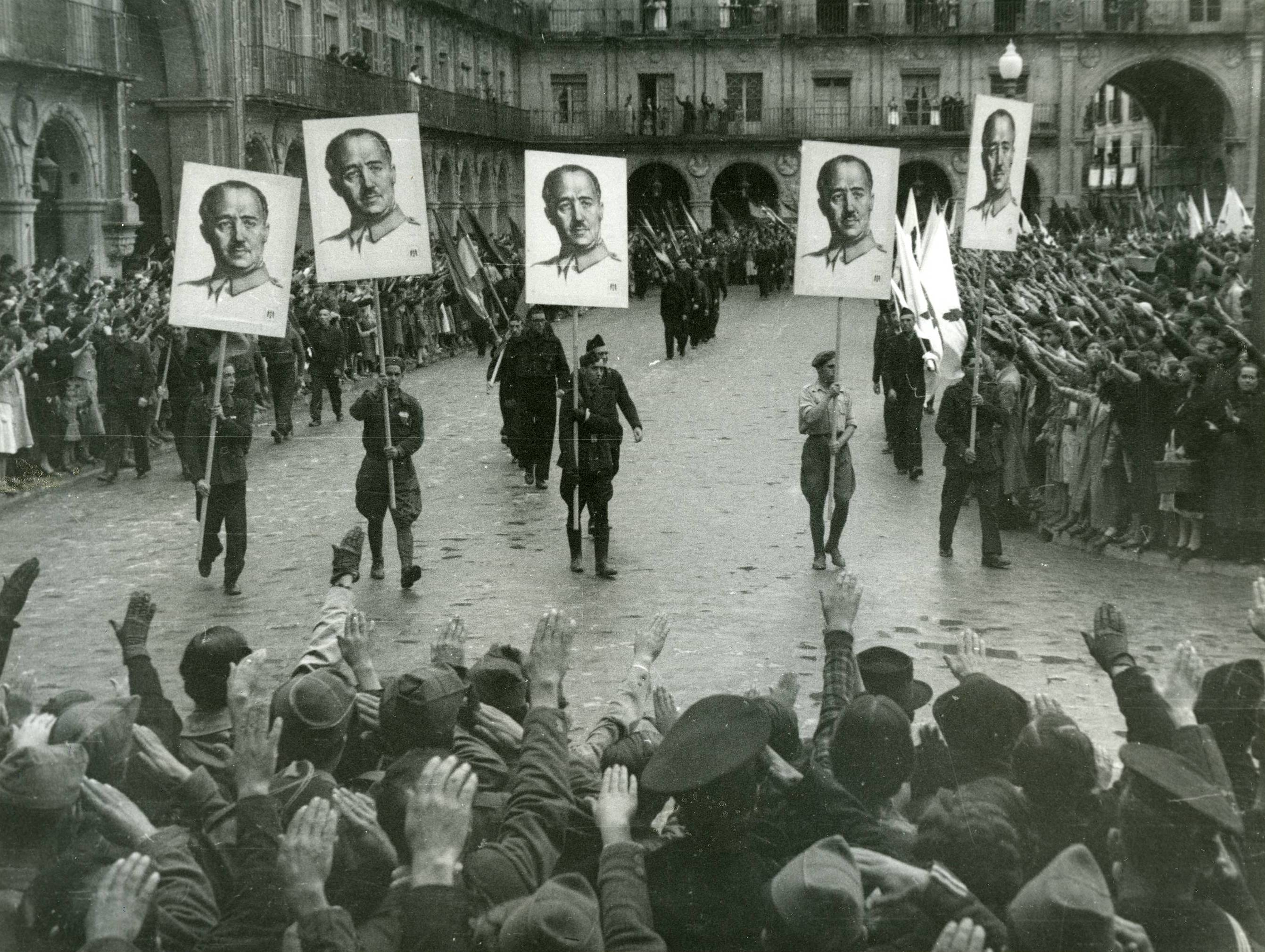
Manifestação franquista em Salamanca em 1937

O nacionalismo espanhol de Franco promoveu uma identidade nacional unitária centrada em Castela, ao reprimir a diversidade cultural da Espanha. As touradas e o flamenco foram promovidos como tradições nacionais, enquanto as tradições não consideradas espanholas foram suprimidas. A visão de Franco sobre a tradição espanhola era um tanto artificial e arbitrária: embora algumas tradições regionais fossem suprimidas, o flamenco, uma tradição andaluza e não castelhana, era considerado parte de uma identidade nacional mais ampla.
Franco relutou em decretar qualquer forma de descentralização administrativa e legislativa e manteve uma forma de governo totalmente centralizada com uma estrutura administrativa semelhante à estabelecida pela Casa de Bourbon e pelo General Miguel Primo de Rivera. Estas estruturas foram modeladas a partir do estado francês centralizado. Como resultado deste tipo de governação, a atenção e as iniciativas governamentais eram irregulares e muitas vezes dependiam mais da boa vontade dos representantes governamentais do que das necessidades regionais espanhois.

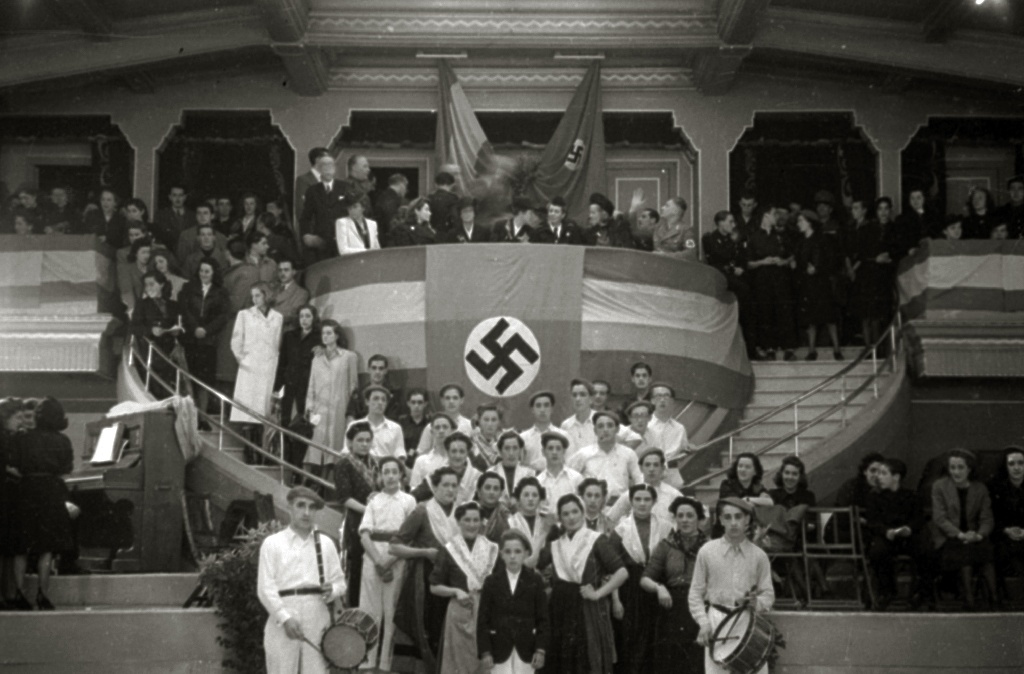
Celebração falangista em 1941

Franco eliminou a autonomia concedida pela Segunda República Espanhola às regiões e aboliu os centenários privilégios fiscais e autonomia (os fueros) em duas das três províncias bascas: Guipúzcoa e Biscaia, que foram oficialmente classificadas como "regiões traidoras".
Franco também usou a política linguística na tentativa de estabelecer a homogeneidade nacional. Apesar do próprio Franco ser galego, o governo revogou o estatuto oficial e o reconhecimento das línguas basca, galega e catalã que a Segunda República Espanhola lhes concedera pela primeira vez na história de Espanha. A antiga política de promoção do espanhol como única língua oficial do Estado e da educação foi retomada, embora milhões de cidadãos espanhois do país falassem outras línguas. O uso legal de outras línguas que não o espanhol foi proibido: todos os documentos governamentais, notariais, legais e comerciais deveriam ser redigidos exclusivamente em espanhol e quaisquer escritos em outras línguas foram considerados nulos e sem efeito. O uso de qualquer outro idioma era proibido em escolas, publicidade, cerimônias religiosas e sinalização rodoviária e comercial. As publicações em outras línguas foram geralmente proibidas, embora os cidadãos continuassem a utilizá-las em privado. Durante o final da década de 1960, estas políticas tornaram-se mais brandas, embora as línguas não castelhanas continuassem a ser desencorajadas e não recebessem estatuto oficial ou reconhecimento legal.

### Catolicismo romano
O regime de Franco utilizou frequentemente a religião católica como meio de aumentar a sua popularidade em todo o mundo católico, especialmente após a Segunda Guerra Mundial. O próprio Franco foi cada vez mais retratado como um católico fervoroso e um firme defensor do catolicismo romano, a religião oficial declarada. O regime favoreceu o catolicismo romano muito conservador e reverteu o processo de secularização que ocorreu durante a República. Segundo o historiador Julian Casanova, “a simbiose entre religião, pátria e Caudillo” fez com que a Igreja assumisse grandes responsabilidades políticas, “uma hegemonia e um monopólio além dos seus sonhos mais loucos” e desempenhou “um papel central no policiamento dos cidadãos do país”.

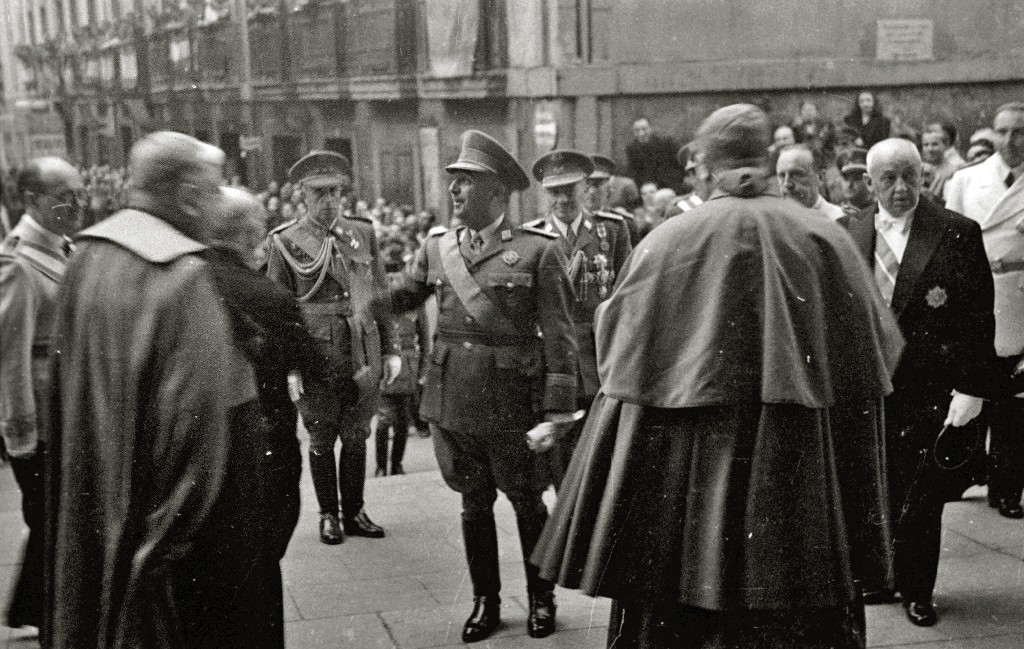
Franco com dignitários da Igreja Católica em 1946

A Lei de Responsabilidade Política de Fevereiro de 1939 transformou a Igreja num órgão extralegal de investigação, uma vez que foram concedidos às paróquias poderes de policiamento iguais aos dos funcionários do governo local e dos líderes da Falange. Alguns empregos oficiais exigiam uma declaração de “bom comportamento” por parte de um padre. Segundo o historiador Julian Casanova, “os relatórios que sobreviveram revelam um clero amargurado pelo violento anticlericalismo e pelo nível inaceitável de secularização que a sociedade espanhola atingiu durante os anos republicanos” e a lei de 1939 tornou os padres investigadores do passado ideológico e político dos povos.
As autoridades incentivaram denúncias no local de trabalho. Por exemplo, a Câmara Municipal de Barcelona obrigou todos os funcionários do governo a "dizer às autoridades competentes quem são os esquerdistas do seu departamento e tudo o que sabem sobre as suas actividades". Uma lei aprovada em 1939 institucionalizou o expurgo de cargos públicos. O poeta Carlos Barral registrou que em sua família “qualquer alusão a parentes republicanos era escrupulosamente evitada; todos participavam do entusiasmo pela nova era e se envolviam nas dobras da religiosidade”. Somente através do silêncio as pessoas associadas à República poderiam estar relativamente protegidas da prisão ou do desemprego. Após a morte de Franco, o preço da transição pacífica para a democracia seria o silêncio e “o acordo tácito para esquecer o passado”, que recebeu estatuto jurídico pelo Pacto de Esquecimento de 1977.
Os casamentos civis ocorridos na República foram declarados nulos e sem efeito, a menos que tivessem sido validados pela Igreja, juntamente com os divórcios. O divórcio, a contracepção e o aborto eram proibidos. As crianças tiveram que receber nomes cristãos. Franco foi feito membro da Ordem Suprema de Cristo pelo Papa Pio XII, enquanto a própria Espanha foi consagrada ao Sagrado Coração.
Os laços da Igreja Católica com a ditadura de Franscisco Franco deram-lhe o controlo sobre as escolas do país e os crucifixos foram mais uma vez colocados nas salas de aula. Após a guerra civil, Franco escolheu José Ibáñez Martín, membro da Associação Nacional Católica de Propagandistas, para chefiar o Ministério da Educação. Exerceu o cargo durante 12 anos, durante os quais concluiu a tarefa de expurgo do ministério iniciada pela Comissão de Cultura e Ensino chefiada por José María Pemán. Pemán liderou o trabalho de catolização de escolas patrocinadas pelo Estado e de atribuição de fundos generosos às escolas da Igreja. Romualdo de Toledo, chefe do Serviço Nacional de Educação Primária, foi um tradicionalista que descreveu a escola modelo como “o mosteiro fundado por São Bento”. O clero responsável pelo sistema educativo sancionou e despediu milhares de professores da esquerda progressista e dividiu as escolas espanholas entre famílias de falangistas, soldados leais e famílias católicas. Em algumas províncias, como Lugo, praticamente todos os professores foram despedidos. Este processo também afetou o ensino superior, já que Ibáñez Martín, os propagandistas católicos e o Opus Dei garantiram que as cátedras fossem oferecidas apenas aos mais fiéis.

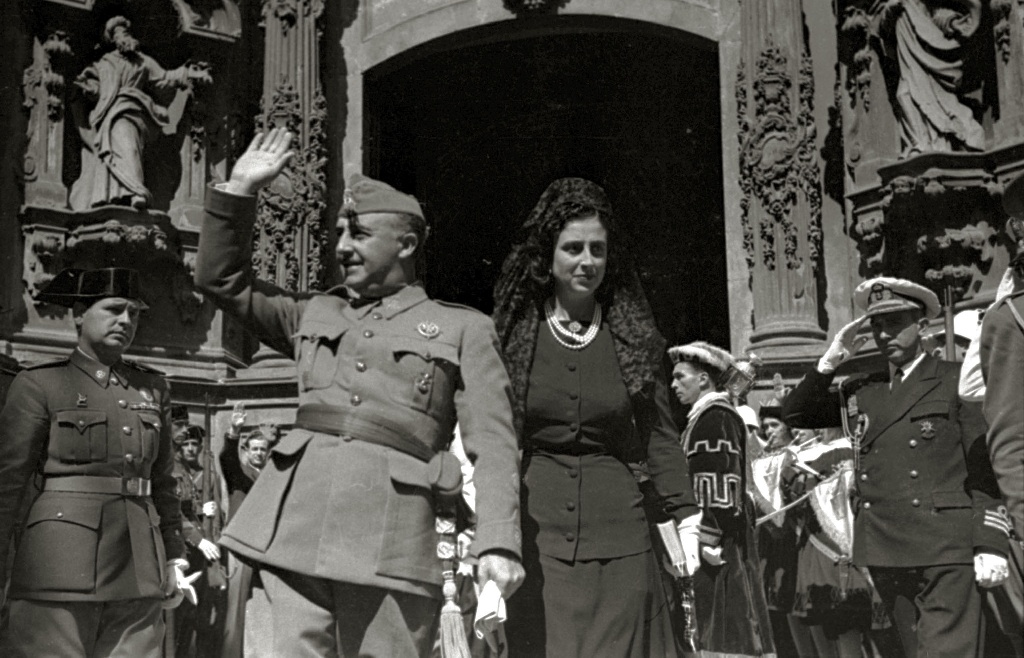
Franco visitando a Basílica de Santa Maria do Coro em San Sebastián

Os filhos órfãos dos "Vermelhos" foram ensinados em orfanatos dirigidos por padres e freiras que "seus pais cometeram grandes pecados que poderiam ajudar a expiar, pelos quais muitos foram incitados a servir a Igreja".
Em 1947, Franco proclamou a Espanha uma monarquia através da lei Ley de Sucesión en la Jefatura del Estado, mas não designou um monarca. Ele não tinha nenhum desejo particular de um rei por causa de suas relações tensas com o herdeiro legitimista da Coroa, Juan de Bourbon. Portanto, ele deixou o trono vago consigo mesmo como regente e estabeleceu as bases para sua sucessão. Este gesto foi feito em grande parte para apaziguar as facções monarquistas dentro do Movimento. Ao mesmo tempo, Franscisco Franco usava o uniforme de capitão-general (posto tradicionalmente reservado ao rei), residia no Palácio Real d'O Pardo, apropriava-se do privilégio real de caminhar sob um dossel e o seu retrato aparecia na maioria das moedas espanholas. Com efeito, embora os seus títulos formais fossem Jefe del Estado (Chefe de Estado) e Generalísimo de los Ejércitos Españoles (Generalíssimo dos Exércitos Espanhóis), ele era referido como Caudillo de Espanha, pela Graça de Deus. Por la Gracia de Dios é uma formulação técnica e jurídica que afirma a dignidade soberana em monarquias absolutas e que antes era usada apenas por monarcas.

### Mulheres na Espanha franquista

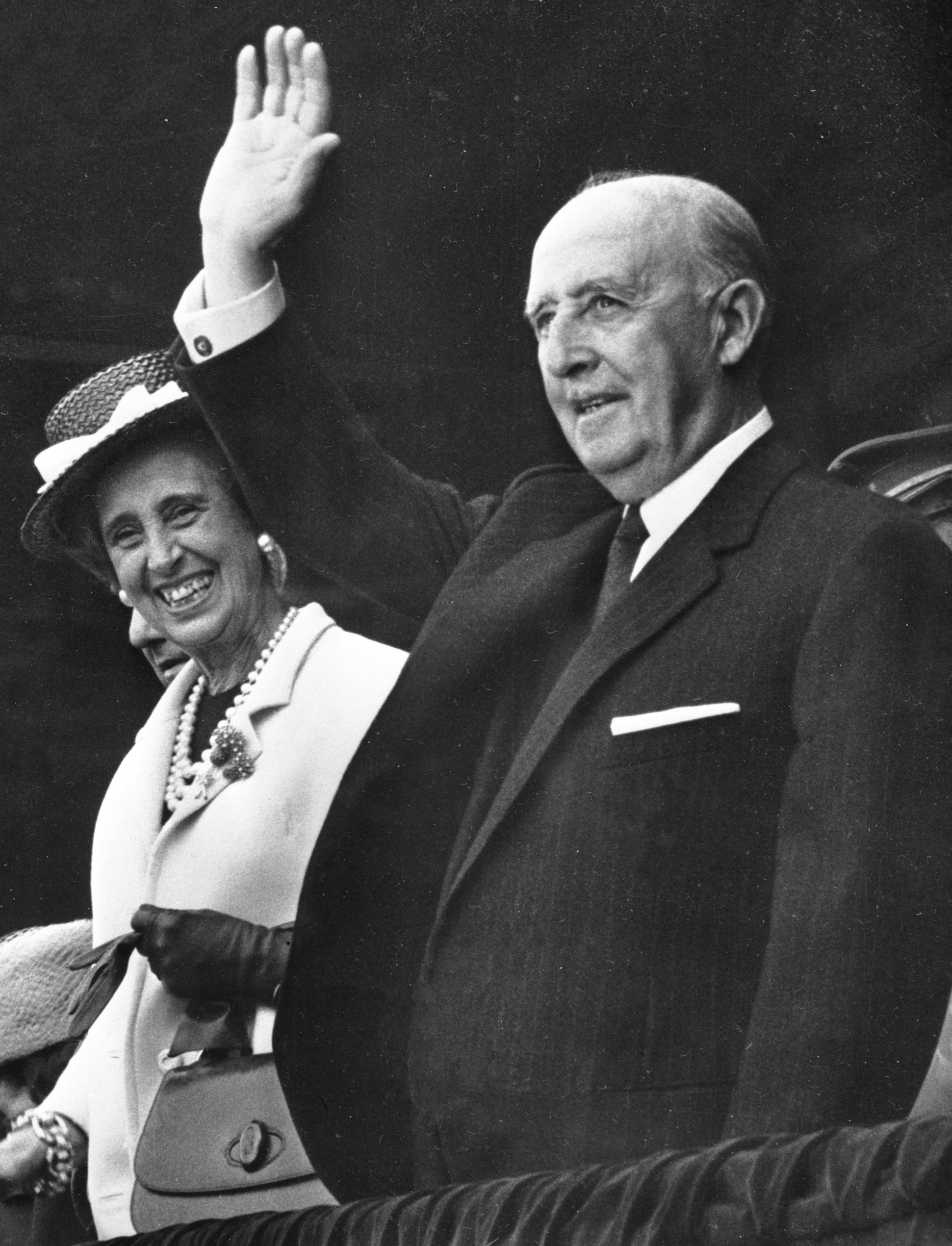
Franco e sua esposa, Carmen Polo, em 1968

As mulheres receberam pela primeira vez o direito de votar na Espanha durante a Segunda República. Ao abrigo da nova constituição, obtiveram pleno estatuto legal e igualdade de acesso ao mercado de trabalho, o aborto foi legalizado e o crime de adultério abolido.
A adopção do catolicismo nacional (nacionalcatolicismo) pelo regime de Franco como parte da sua identidade ideológica significou que a Igreja Católica, que tradicionalmente apoiava a subordinação social das mulheres, tinha preeminência em todos os aspectos da vida pública e privada em Espanha. A Igreja Católica teve um papel central na defesa do papel tradicional da família e do lugar das mulheres nela. O casamento civil também foi introduzido no país durante a República, pelo que a Igreja pediu imediatamente ao novo regime de Franco que restaurasse o seu controlo sobre as leis da família e do casamento. Todas as mulheres espanholas foram obrigadas pelo Estado a servir durante seis meses na Secção Feminina (Sección Femenina), o braço feminino do partido estatal da Falange, para receberem formação para a maternidade juntamente com doutrinação política.
O franquismo professava devoção ao papel tradicional da mulher na sociedade; isto é, ser uma filha e irmã amorosa para seus pais e irmãos, ser uma esposa fiel para seu marido e residir com sua família. A propaganda oficial confinou o papel da mulher aos cuidados familiares e à maternidade espanhola. Imediatamente após a guerra civil, a maioria das leis progressistas aprovadas pela República que visavam a igualdade entre os sexos foram anuladas. As mulheres não podiam tornar-se juízas ou testemunhar num julgamento. Os seus assuntos e vidas económicas tinham de ser geridos pelos seus pais e maridos. Até a década de 1970, uma mulher não podia abrir uma conta bancária sem que ela fosse assinada pelo pai ou pelo marido.

### Influência franquista no Chile
O franquismo teve influência no exterior, no Chile, onde inspirou claramente a era da ditadura militar (1973-1990), em particular no seu período inicial, anterior a 1980. O historiador tradicionalista Jaime Eyzaguirre era um admirador da Espanha franquista. O advogado Jaime Guzmán, que já foi aluno de Eyzaguirre, ajudou a estabelecer o Movimento Guildista de influência franquista na Pontifícia Universidade Católica do Chile na década de 1960. Isto foi interpretado como uma reação inspirada no corporativismo franquista contra elementos da reforma universitária chilena. O movimento rapidamente ganhou uma influência duradoura nas universidades católicas do Chile. Os Guildistas, apresentando-se como apolíticos, eram altamente críticos das influências ideológicas prejudiciais percebidas na Igreja, nas corporações (por exemplo, sindicatos) e no Partido Democrata Cristão.
Já desde os primeiros dias após o golpe de estado chileno de 1973, o Guzmán tornou-se conselheiro e redator de discursos do ditador Augusto Pinochet. Ao escrever a Constituição do Chile de 1980, Jaime Guzmán estudou a institucionalização do franquismo em Espanha com o objectivo de evitar reformas indesejadas no futuro, como aconteceu em Espanha com a constituição pós-Franco de 1978. Josemaría Escrivá, o fundador do Opus Dei, visitou o Chile em 1974, após o que o Opus Dei começou a se espalhar no país. O Opus Dei ajudou a estabelecer a Universidade dos Andes em 1989. Tanto a Universidade dos Andes como o partido político União Democrática Independente, fundado em 1983 por Guzmán, têm herança franquista. Na década de 1970, a ditadura de Pinochet organizou atos ritualizados que lembram a Espanha franquista, nomeadamente o Acto de Chacarillas. Depois de 1980, a influência franquista deu lugar ao liberalismo econômico. Mesmo Guzmán, outrora claramente influenciado pelo corporativismo franquista, adoptou o liberalismo económico dos Chicago Boys e de escritos como O Espírito do Capitalismo Democrático.
Em 1975, Pinochet e sua esposa Lucía Hiriart compareceram ao funeral de Francisco Franco. Quando Pinochet morreu em 2006, apoiantes do falecido Francisco Franco prestaram homenagem em Espanha. Antonio Tejero, que liderou o golpe fracassado de 1981, participou de uma cerimônia fúnebre em Madrid.

## Narrativa da Guerra Civil

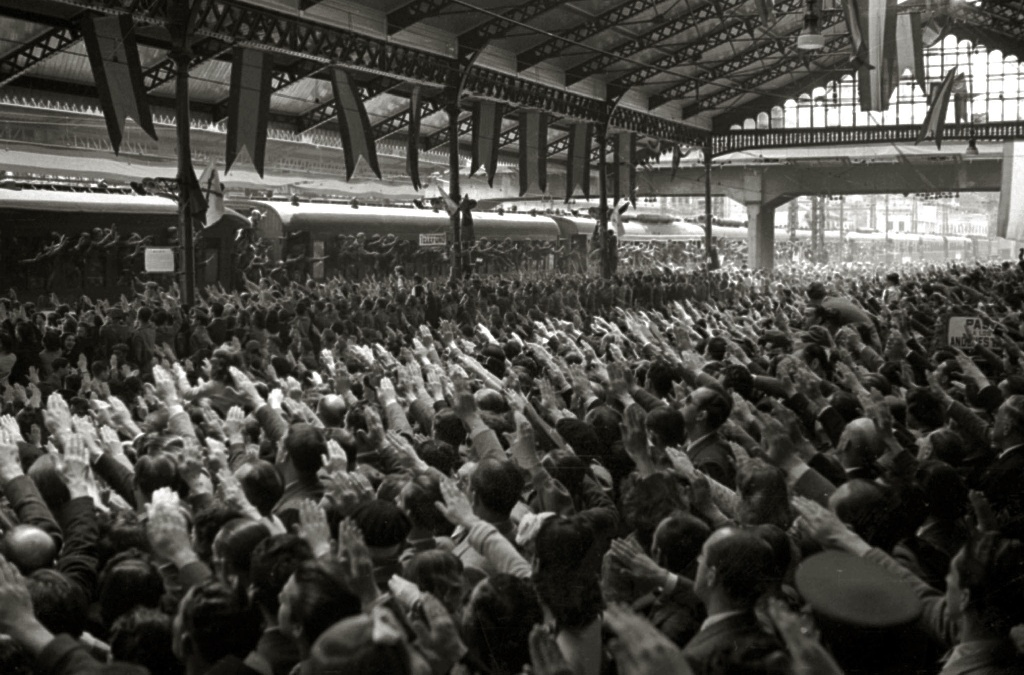
Forças voluntárias anticomunistas espanholas da Divisão Azul embarcam em San Sebastián, 1942

Durante quase vinte anos após a guerra, a Espanha franquista apresentou o conflito como uma cruzada contra o bolchevismo em defesa da civilização cristã. Na narrativa franquista, a “boa autoridade” derrotou a “anarquia” e supervisionou a eliminação dos agitadores, daqueles sem Deus e da “conspiração judaico-maçônica”. O sentimento anti-islâmico "foi minimizado desde que Franco confiou em milhares de soldados muçulmanos norte-africanos, mas o mito secular da ameaça moura estava na base da construção da" ameaça comunista "como uma praga oriental moderna". Os cerca de 6 832 clérigos católicos assassinados pelo lado republicano foram glorificados coletivamente como os mártires da Guerra Civil Espanhola.

## Mídia
De acordo com a Lei de Imprensa de 1938, todos os jornais foram submetidos a censura prévia e foram forçados a incluir quaisquer artigos que o governo desejasse. Os editores-chefes foram nomeados pelo governo e todos os jornalistas foram obrigados a estar registados. Todos os meios de comunicação liberais, republicanos e de esquerda foram proibidos.
A Delegación Nacional de Prensa y Propaganda foi estabelecida como uma rede de meios de comunicação governamentais, incluindo os jornais diários Diario Arriba e Pueblo. As agências de notícias governamentais EFE e Pyresa foram criadas em 1939 e 1945. A rádio estatal Radio Nacional de España tinha o direito exclusivo de transmitir boletins de notícias, que todas as emissoras eram obrigadas a transmitir. Os Noticiario y Documentales eram cinejornais de 10 minutos exibidos em todos os cinemas. A Televisión Española, a rede de televisão governamental, estreou em 1956.
A Igreja Católica Romana tinha os seus próprios meios de comunicação, incluindo o jornal Ya e a rede de rádio Cadena COPE. Outros meios de comunicação pró-governo incluíram Cadena SER, ABC, La Vanguardia Española, El Correo e El Diario Vasco.
Meios de comunicação independentes notáveis incluíram a revista de humor La Codorniz.
A Lei de Imprensa de 1966 derrubou o regime de censura prévia e permitiu que os meios de comunicação escolhessem seus próprios diretores, embora a crítica ainda fosse crime.

## Política econômica
A Guerra Civil devastou a economia espanhola. As infra-estruturas foram danificadas, os trabalhadores morreram e a actividade quotidiana foi gravemente prejudicada. Durante mais de uma década após a vitória de Franco, a economia melhorou pouco. Franco inicialmente seguiu uma política de autarquia, cortando quase todo o comércio internacional. A política teve efeitos devastadores e a economia estagnou. Somente os comerciantes do mercado negro poderiam desfrutar de uma riqueza evidente.
Em 1940, foi criado o Sindicato Vertical. Foi inspirado nas ideias de José Antonio Primo de Rivera, que pensava que a luta de classes terminaria com o agrupamento de trabalhadores e proprietários de acordo com princípios corporativos. Era o único sindicato legal e estava sob controle do governo. Outros sindicatos foram proibidos e fortemente reprimidos, juntamente com partidos políticos fora da Falange.

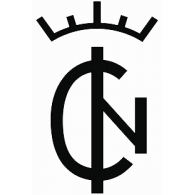
Emblema do Instituto Nacional de Colonización.

A colonização agrária franquista foi um dos programas mais ambiciosos relacionados com as políticas agrárias do regime, que foram uma resposta à Lei de Reforma Agrária da República e às coletivizações do tempo de guerra. Um tanto inspirada nos breves pontos relacionados com a política agrária de FE de las JONS, a colonização franquista sustentou uma materialização das políticas agrárias prometidas pelo fascismo (ligadas à Bonifica integrale italiana  ou aos elementos da política agrária do Generalplan Ost nazista). A política foi executada pelo Instituto Nacional de Colonización (INC), criado em 1939 com o objetivo de modernização agrícola por meio da criação de terras irrigadas, melhorias na tecnologia e formação agrária e instalação de colonos. Por meio do INC, a ampliação e aplicação das leis de colonização interna tornaram-se prioridade no país. As políticas aplicadas consolidaram os privilégios das classes proprietárias de terras, protegendo em grande medida os grandes proprietários de potenciais expropriações (tierras reservadas onde os grandes proprietários retiveram a propriedade da terra e foram transformados em terras irrigadas com a ajuda do INC versus o comparativamente menor tierras en exceso, compradas ou expropriadas e onde se instalaram colonos). Embora a sua criação remonte ao período de hegemonia das potências fascistas na Europa, o plano só arrancou totalmente na década de 1950. De 1940 a 1970 foram criados cerca de 300 assentamentos de colonização.
À beira da falência, uma combinação de pressões dos Estados Unidos (incluindo cerca de 1,5 mil milhões de dólares em ajuda entre 1954 e 1964), o FMI e os tecnocratas do Opus Dei conseguiram "convencer" o regime a liberalizar a economia em 1959, no que equivalia a um mini golpe de Estado que derrubou a velha guarda responsável pela economia, apesar da oposição de Franco. Contudo, esta liberalização económica não foi acompanhada por reformas políticas e a opressão continuou inabalável.
O crescimento económico acelerou depois de 1959, depois de Franco ter retirado a autoridade destes ideólogos e dado mais poder aos tecnocratas liberais. O país implementou diversas políticas de desenvolvimento e o crescimento decolou, criando o “Milagre Espanhol”. Simultaneamente à ausência de reformas sociais e à mudança de poder económico, iniciou-se uma onda de emigração em massa para os países europeus e, em menor medida, para a América do Sul. A emigração ajudou o regime de duas maneiras: o país livrou-se do excedente populacional e os emigrantes forneceram ao país as tão necessárias remessas monetárias.
Durante a década de 1960, a Espanha registou novos aumentos de riqueza. As empresas internacionais estabeleceram as suas fábricas em Espanha. A Espanha tornou-se a segunda economia com crescimento mais rápido no mundo, ao lado do Brasil e logo atrás do Japão. O rápido desenvolvimento deste período ficou conhecido como o "Milagre Espanhol".

## Legado

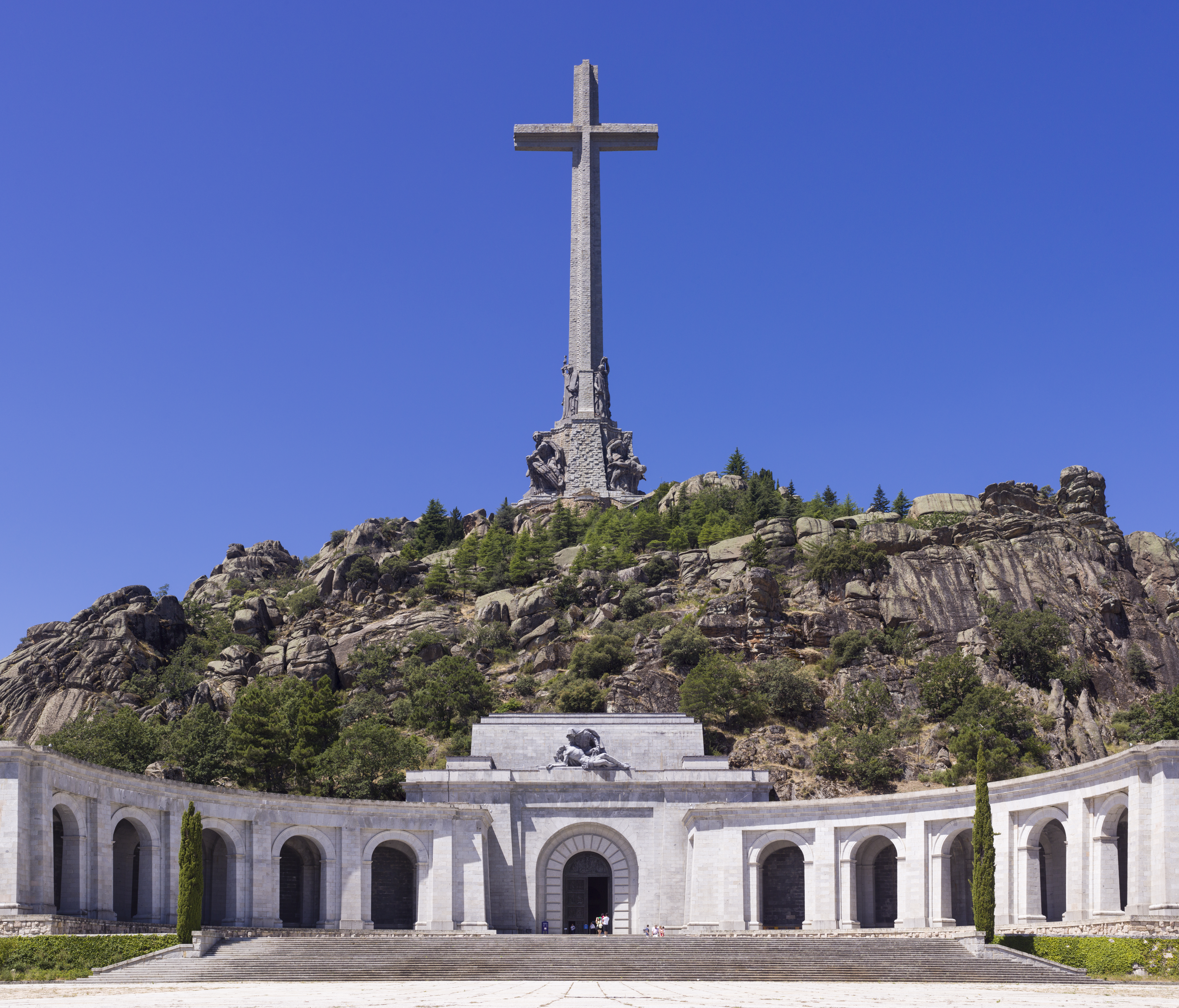
Por decisão do rei Juan Carlos I, Franco foi sepultado no monumento do Valle de los Caídos, até que seu corpo foi trasladado em outubro de 2019.

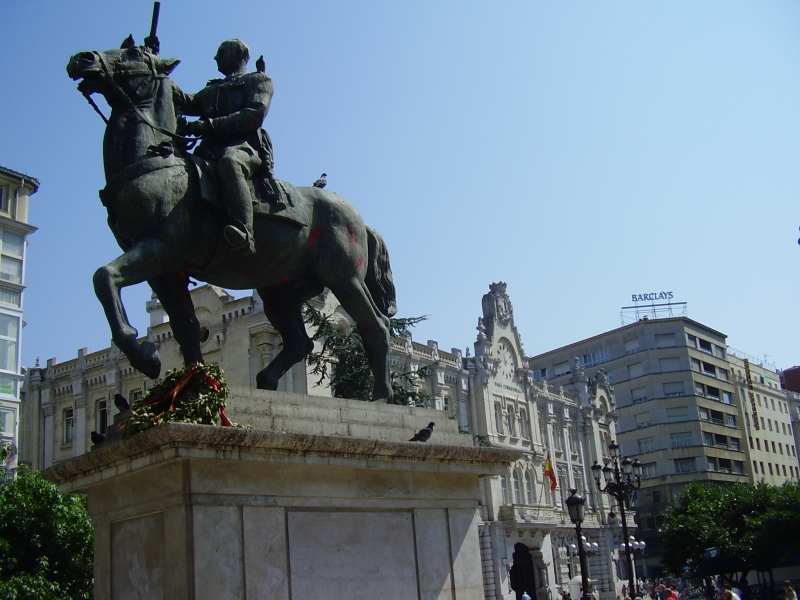
Estátua equestre de Franco na Plaza del Ayuntamiento de Santander, retirada no final de 2008

Em Espanha e no estrangeiro, o legado de Franco continua controverso. Na Alemanha, um esquadrão com o nome de Werner Mölders foi renomeado porque como piloto liderou as unidades de escolta no bombardeio de Guernica. Ainda em 2006, a BBC informou que Maciej Giertych, um eurodeputado da Liga das Famílias Polacas, de direita, expressou admiração pela estatura de Franco, que ele acreditava ter "garantido a manutenção dos valores tradicionais na Europa".
A opinião espanhola mudou. A maioria das estátuas de Franco e outros símbolos públicos franquistas foram removidas, com a última estátua em Madrid caindo em 2005. Além disso, a Comissão Permanente do Parlamento Europeu condenou "firmemente" numa resolução adoptada por unanimidade em Março de 2006 as "múltiplas e graves violações" dos direitos humanos cometidas em Espanha durante o regime franquista de 1939 a 1975. A resolução foi uma iniciativa do eurodeputado Leo Brincat e do historiador Luis María de Puig e é a primeira condenação oficial internacional da repressão decretada pelo regime de Franco. A resolução também instou a fornecer acesso público aos historiadores (profissionais e amadores) aos vários arquivos do regime franquista, incluindo os da Fundação Francisco Franco, que, assim como outros arquivos franquistas, permanecem a partir de 2006 inacessíveis ao público. Além disso, instou as autoridades espanholas a montarem uma exposição subterrânea no Vale dos Caídos, a fim de explicar as péssimas condições em que foi construída. Por último, propôs a construção de monumentos em homenagem às vítimas de Franco em Madrid e outras cidades importantes.
Em Espanha, uma comissão para restaurar a dignidade das vítimas do regime de Franco e prestar homenagem à sua memória (comisión para reparar la dignidad y restituir la memoria de las vítimas del franquismo) foi aprovada no verão de 2004 e foi dirigida pela então Vice-presidente María Teresa Fernández de la Vega.
Em 2008, a Associação para a Recuperação da Memória Histórica iniciou uma busca sistemática em valas comuns de pessoas executadas durante o regime de Franco, uma medida apoiada desde a vitória do Partido Socialista Operário Espanhol durante as eleições de 2004 pelo governo de José Luis Rodríguez Zapatero. A Lei da Memória Histórica (Ley de Memoria Histórica) foi aprovada em 2007 como uma tentativa de fazer cumprir o reconhecimento oficial dos crimes cometidos contra civis durante o governo de Franco e de organizar sob supervisão estatal a busca de valas comuns.
Começaram as investigações sobre o rapto de crianças em grande escala durante os anos Franco. Os filhos perdidos do franquismo podem chegar a 300 000.

## Bandeiras e heráldica

### Bandeiras
No final da Guerra Civil Espanhola e apesar da reorganização do exército, vários sectores do exército continuaram com as suas bandeiras bicolores improvisadas em 1936, mas a partir de 1940 começaram a ser distribuídas novas insígnias, cuja principal inovação foi a adição do águia de São João ao escudo. As novas armas foram supostamente inspiradas no brasão que os Reis Católicos adotaram após a tomada do Emirado de Granada aos mouros, mas substituindo as armas da Sicília pelas de Navarra e acrescentando os Pilares de Hércules em ambos os lados do brasão. Em 1938, as colunas foram colocadas fora das alas. Em 26 de julho de 1945, as insígnias do comandante foram suprimidas por decreto e em 11 de outubro foi publicado um regulamento detalhado de bandeiras que fixava o modelo da bandeira bicolor em uso, mas definia melhor seus detalhes, enfatizando uma maior estilo da águia de São João. Os modelos estabelecidos por este decreto vigoraram até 1977.
Nesse período, costumavam ser hasteadas mais duas bandeiras junto com a bandeira nacional: a bandeira da Falange (listras verticais vermelhas, pretas e vermelhas, com os jugo e flechas no centro da faixa preta) e a bandeira tradicionalista (fundo branco com a Cruz da Borgonha no meio), representando o Movimento Nacional que unificou a Falange e os Requetés sob o nome de Falange Española Tradicionalista y de las JONS.
Desde a morte de Franco em 1975 até 1977, a bandeira nacional seguiu os regulamentos de 1945. Em 21 de janeiro de 1977, foi aprovado um novo regulamento que estipulava uma águia com asas mais abertas, com os Pilares de Hércules restaurados colocados dentro das asas e a fita com o lema "Una, Grande y Libre" ("Uma, Grande e Livre") passou sobre a cabeça da águia de sua posição anterior ao redor do pescoço.

Bandeiras
Nacional (17 de julho de 1936–29 de agosto de 1936)
Nacional (30 de agosto de 1936–1938)
Nacional (1938–1945)
Nacional (1945–1977)
Civil (1936–1975)

Bandeiras de Partidos
Bandeira do Movimento Falange
Bandeira do Movimento Tradicionalista (Carlismo)

Outras
Bandeira mais usada pelos apoiadores franquistas na era atual (não oficial durante o regime)[94]

### Estandartes
De 1940 a 1975, Franco usou a Banda Real de Castela como estandarte e orientação do Chefe de Estado: a Curva entre os Pilares de Hércules, coroada com uma coroa imperial e uma coroa real aberta.
Como Príncipe de Espanha de 1969 a 1975, Juan Carlos usou um estandarte real que era virtualmente idêntico ao que mais tarde foi adoptado quando se tornou rei em 1975. O padrão anterior diferia apenas por apresentar a coroa real de um príncipe herdeiro, a coroa real do rei tem 8 arcos, dos quais 5 são visíveis, enquanto a do príncipe tem apenas 4 arcos, dos quais 3 são visíveis. O Estandarte Real da Espanha consiste em um quadrado azul escuro com o brasão no centro. O guia do rei é idêntico ao padrão.

Estandarte de Francisco Franco (1940–1975)
Estandarte Real do Príncipe da Espanha (1969–1975)

### Brasões
Em 1938, Franco adoptou uma variante do brasão reintegrando alguns elementos originalmente utilizados pela Casa de Trastâmara como a águia de São João e o jugo e flechas da seguinte forma: "Trimestralmente, 1 e 4. Trimestralmente Castela e Leão, 2 e 3, por pálido Aragão e Navarra, enté en point de Granada. As armas são coroadas com uma coroa real aberta, colocada sobre águia exibida em zibelina, rodeada pelas Colunas de Hércules, o jugo e o feixe de flechas dos Reis Católicos".

Brasão do Estado
Brasão (1936–1938)
Brasão (1938–1945)
Versão simplificada do brasão para promover fins burocráticos. Foi usado em selos, bilhetes de loteria, documentos de identidade e edifícios. Um nome popular para ele era "Brasão da Águia" (1938–1945).
Brasão (1945–1977)

Pessoais
Brasão de Armas de Francisco Franco (1940–1975)
Brasão do Príncipe da Espanha (1969–1975)